# Uche Nwofor
Uche Innocent Nwofor (Lagos, 1991. szeptember 17.) nigériai válogatott labdarúgó.

## Pályafutása

### Klubcsapatokban
Hazájában a Anambra Pillars, a Shooting Stars és a Enugu Rangers csapataiban játszott. 2011 augusztusában aláírt a holland VVV-Venlo csapatához. 2013. augusztus 30-án kölcsönbe került a szintén holland SC Heerenveenhez. 2014. szeptember 12 -én csatlakozott a belga Lierse SK csapatához. 2015 és 2016 között a portugál Boavista és a szlovák AS Trenčín csapatainak volt a játékosa.

### A válogatottban
Kolumbiában megrendezett 2011-es U20-as labdarúgó-világbajnokságra meghívott kapott a válogatottba, valamint a győztes U20-as Afrikai nemzetek kupáján részt vevő válogatottba is. A 2014-es labdarúgó-világbajnokságra utazó keretbe is meghívót kapott.

## Sikerei, díjai
- Nigéria U20
  - U20-as Afrikai nemzetek kupája: 2011